# Jean-Baptiste Olive
Jean-Baptiste Olive (Marsiglia, 31 luglio 1848 – Parigi, 13 maggio 1936) è stato un pittore francese paesaggista.

## Biografia
Jean-Baptiste-Joseph Olive venne al mondo in un ambiente assai modesto. Figlio di un vinaio del quartiere Saint-Martin di Marsiglia (oggi distrutto), nonostante una spiccata inclinazione per il disegno, da ragazzo non pensò mai di intraprendere la via dell'arte. Terminati gli studi di base nella scuola cittadina venne però spinto ad iscriversi alla Scuola di belle arti di Marsiglia da Étienne Cornellier, un suo amico decoratore, che intravedeva in lui delle doti non trascurabili. Nella Scuola d'arte egli ebbe come insegnante Johanny Rave (1827-1882). I suoi lavori, inoltre, gli valsero ogni anno dei riconoscimenti e persino un primo premio al Corso di disegno con modelli viventi. Imparò così il mestiere di decoratore ma, al tempo stesso, egli prese a dipingere assiduamente, ritraendo vari luoghi caratteristici della città: il "Vecchio porto", le isole e le rive vicine.

Nel 1874, fece un viaggio in Italia, a Genova e a Venezia. Quindi iniziò ad esporre puntualmente nei vari Salon delle città della Provenza, finché, nel 1882, all'età di 34 anni, si trasferì a Parigi alla ricerca semplice, forse ingenua di un riconoscimento. Mentre era ben consapevole di essere uno fra i tanti, scoprì che il dipingere i porti di Marsiglia stando sulle rive della Senna era, in fondo, la caratteristica di un artista originale e fiero delle proprie origini.
Dotato di una sostanziale umiltà, circa il suo talento, non provò neanche il desiderio di trasmettere le sue capacità a nessun allievo. Tuttavia Jean-Baptiste Olive lasciò perplessi i critici, i galleristi e persino gli amici, tutti affascinati dal contrasto fra una pittura abbagliante per la sua chiarezza e un artista dalla personalità complessa e introversa.
Olive seppe dunque costruirsi un posto d'onore nella vita, e l'affetto delle persone incontrate nel corso della sua carriera, come anche dei numerosi mecenati, lo sostenne. Egli entrò nell'inconscio dei patrioti marsigliesi e la sua presenza dominò la corrente paesaggista delle marine. I discendenti di coloro che costruirono la Marsiglia attuale, quando destinano un po' del loro denaro alle arti e agli artisti, mantengono viva la memoria di ciò che Jean-Baptiste Olive pensava che fosse l'età dell'oro della Provenza.

Olive strinse amicizie importanti: Gustave Marius Jullien (1825-1881), Étienne Cornellier e Antoine Vollon. Frequentò Robert Mols fu grande amico di Raymond Allègre e di Théophile Henri Décanis.
A Parigi partecipò alla decorazione del Cirque d'hiver, della basilica del Sacro Cuore di Montmartre, e di alcuni padiglioni dell'Expo del 1889. A partire dal 1874, fu presente al Salon d Parigi ottenendo numerosi premi negli anni che seguirono. Divenne poi associato del "Salon des artistes français" nel 1881 e ricevette una medaglia d'argento per i suoi lavori all'Expo del 1889. Il generale Malesherbes gli acquistò delle tele e, nel 1900, ricevette l'incarico di dipingere due tele per la decorazione della sala dorata del ristorante Le Train Bleu alla Gare de Lyon.

All'età di 82 anni (1930) Olive ricevette il premio Léon Bonnat. Egli fu un'icona della pittura provenzale e del paesaggismo delle marine.
Jean-Baptiste Olive morì a Parigi a 88 anni, nel 1936; oggi riposa nel cimitero di Saint Ouen.
Nel 1948, dodici anni dopo la sua morte, il Museo Cantini di Marsiglia gli ha dedicato una Mostra per il centenario della nascita, presentando ottantadue opere della sua lunga carriera d'artista.

## Opere presenti nelle collezioni pubbliche
Lista parziale.
- Béziers, Museo di belle arti : Nature morte aux fruits, 1872, olio su tela.
- Colmar, prefettura dell'Alto-Reno : Le Soir, rade de Villefranche, 1893, penna, inchiostro di China, carta abrasiva. Studio per il quadro esposto al Salon del 1893.
- Le Havre, Museo d'arte moderna André Malraux : La Falaise, olio su tela.
- Marsiglia :
  - Museo Cantini :
    - Carry-le-Rouet, prima del 1917, olio su tela;
    - L'Épave de la Navarre, près de Carry, prima del 1917, olio su tela;
    - Tempête, prima del 1917, olio su tela.

  - Museo Grobet-Labadié : 
    - Une Vague, olio su tela.

  - Museo della Marina : 
    - Quai aux huiles.

  - Museo di belle arti :
    - La Corniche a Marsiglia, olio su tela;
    - La Salute a Venezia, olio su tela;
    - Marina, olio su tela.
- Parigi : 
  - Gare de Lyon :
    - Grande fresque de la gare de Lyon, 1900, olio su tela.

  - Ristorante Le Train Bleu :
    - Le Vieux port de Marseille, 1900, olio su tela;
    - Saint-Honorat, 1901, olio su tela.
- Tolone :
  - Museo d'arte :
    - Port de Toulon, 1878, olio su tela;
    - Calanque d'en Vau.

- Paysage, inchiostro di China. Non localizzato, anticamente si trovava nel Museo d'arte moderna. 

## Salon
Principali opere esposte.
- 1882 : Plage du Prado par un temps de mistral, menzione d'onore.
- 1885 : Medaglia di 3ª classe.
- 1893 : Le soir, rade de Villefranche.
- 1913 : Le Matin, Côte d'Azur.
- 1914 : Rochers, Côte d'Azur, La Mer, Provence.

## Mostre
- 1889, Expo del 1889 (medaglia d'argento).
- 1948, Museo Cantini a Marsiglia, mostra per il centenario della nascita, 82 opere esposte.
- 2008, Ginevra, la Galleria "Bartha e Senarclens" accoglie la mostra della galleria "Marc Stammegna" dal 6 giugno al 31 luglio 2008, « Quei pittori di Provenza », esposizione collettiva di 22 pittori, fra cui Jean-Baptiste Olive, Frédéric Montenard, Louis Valtat e Félix Ziem.
- Dal 26 settembre 2008 al 25 gennaio 2009, al "Palazzo delle Arti" di Marsiglia, si è tenuta la retrospettiva « Jean-Baptiste Olive - Prisme de lumière »[4], organizzata dalla "Fondation Regards de Provence".

## Galleria d'immagini

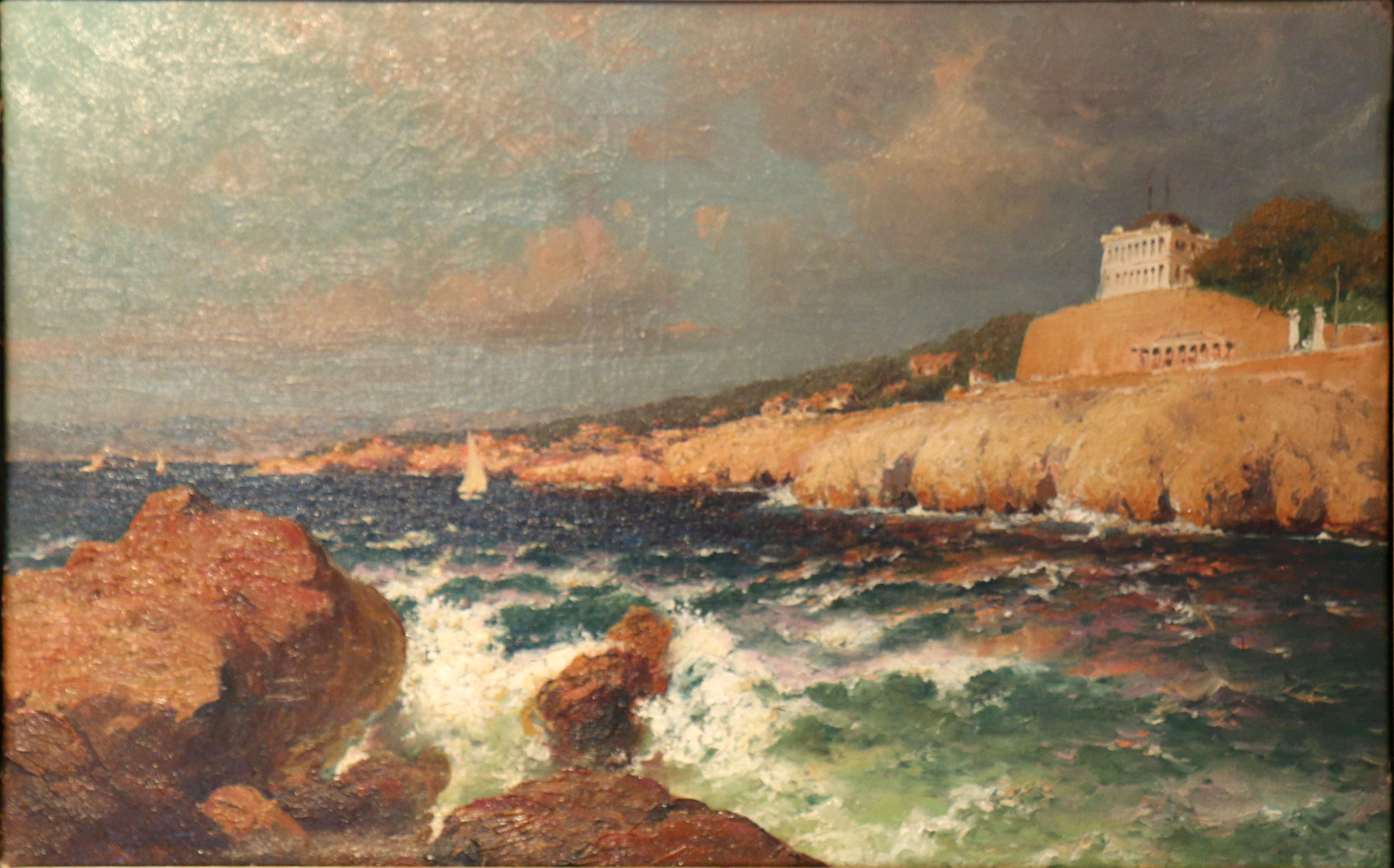
La Réserve a Marsiglia Cannes, Museo de la Castre
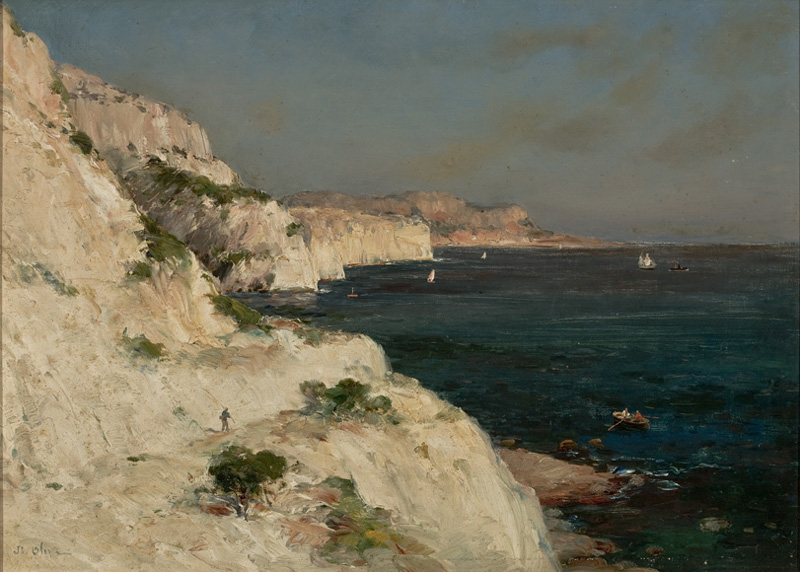
Marina con rocce San Paolo (Brasile), Museo d'arte
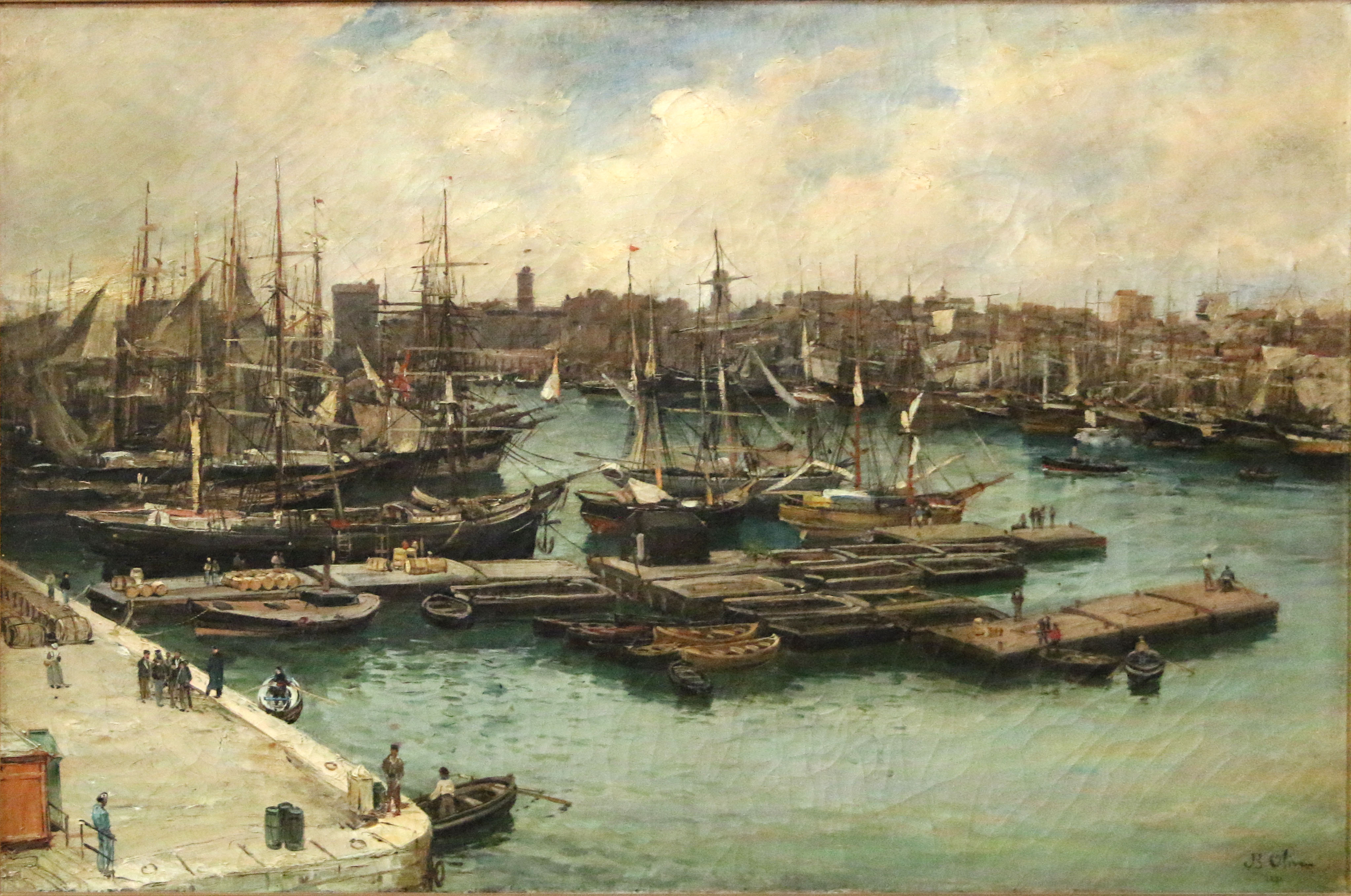
Banchina degli oli Marsiglia, Museo della Marina

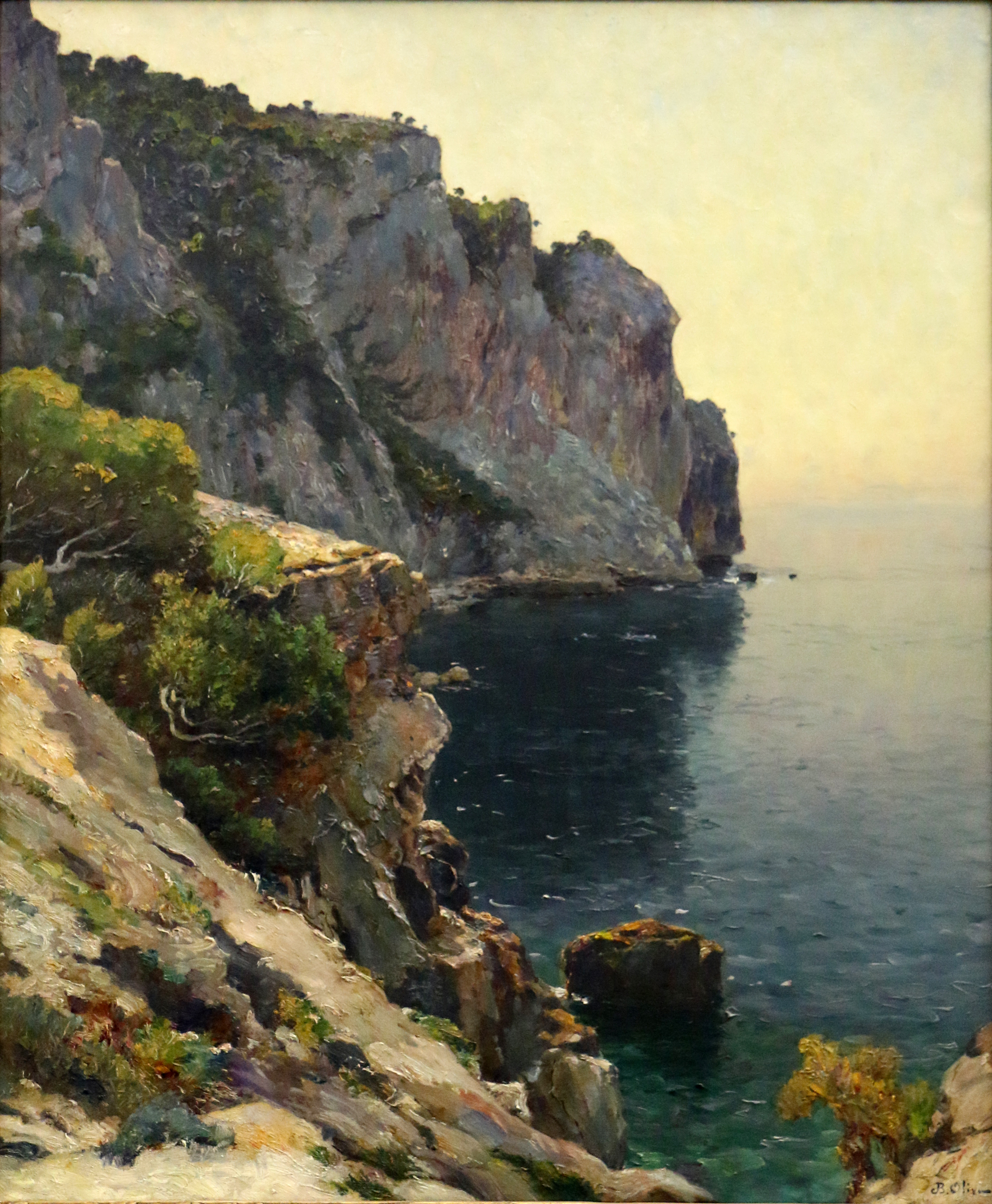
Calanco d'En Vau 1, Museo d'arte di Tolone
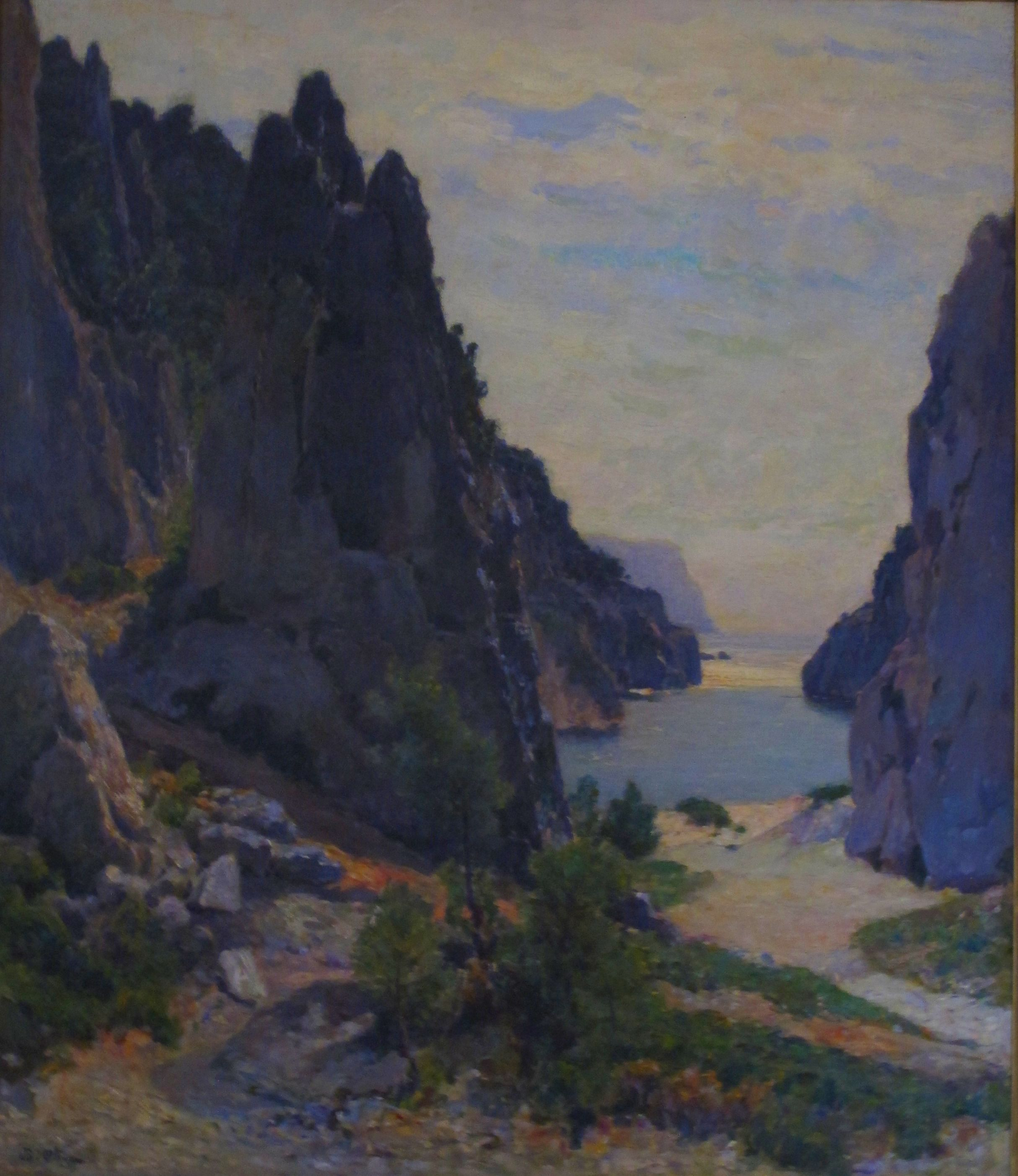
Calanco d'En Vau 2 Collezione privata
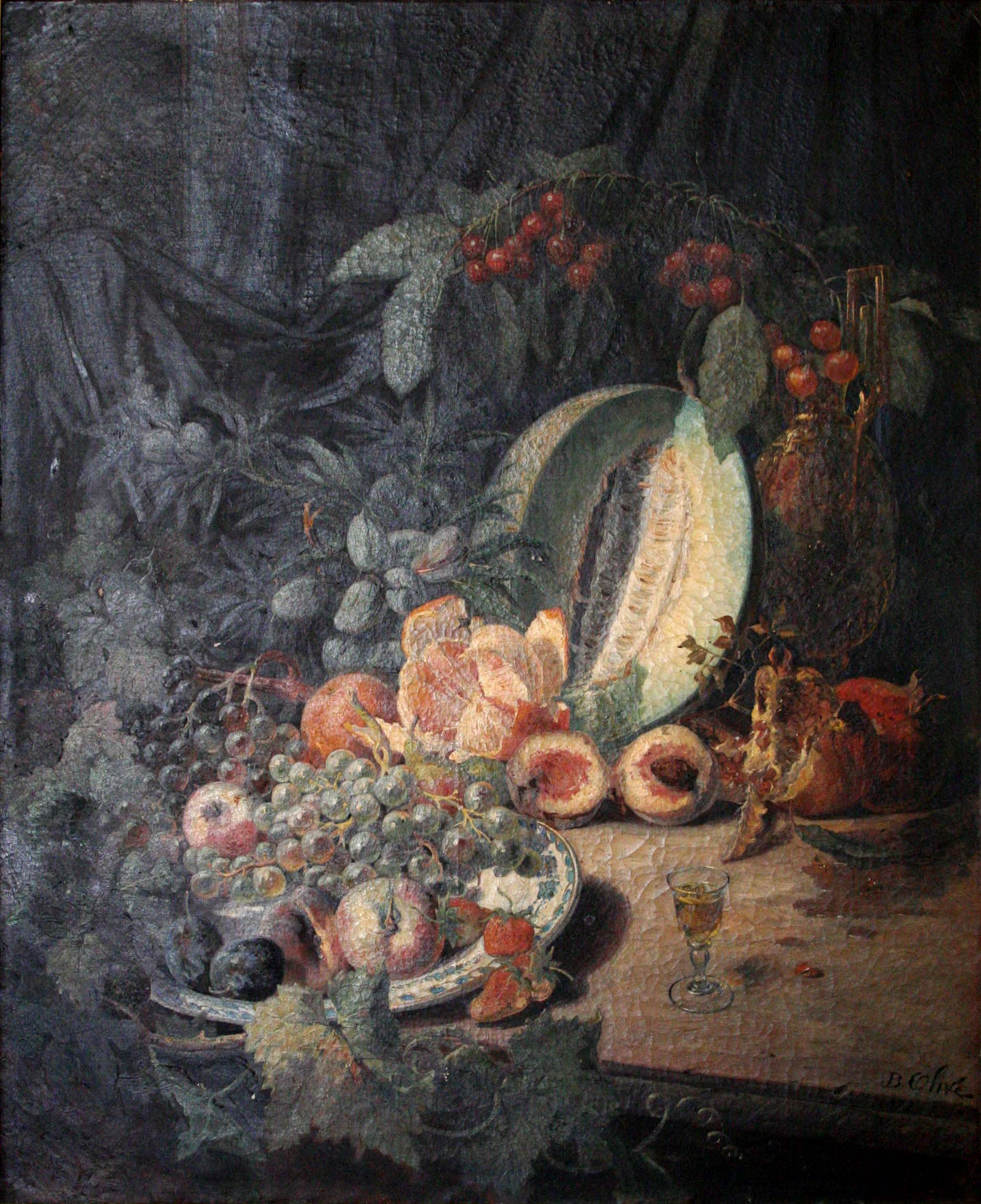
La frutta Museo di belle arti di Béziers
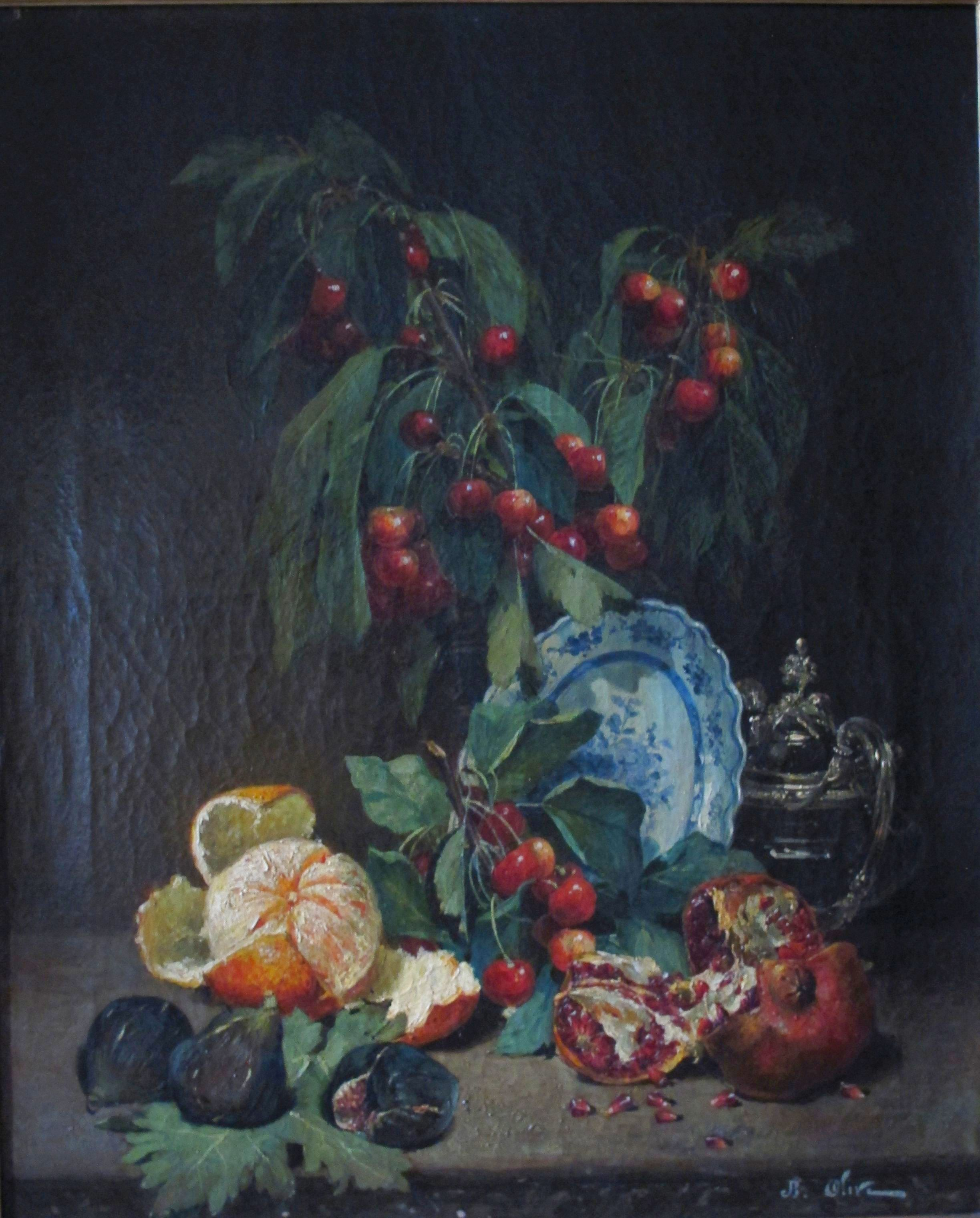
Frutta varia Collezione privata